# Синагога (Кролевець)
Синагога — єврейська культова споруда в українському місті Кролевець. Розташована на вул. Грушевського, 23 (на перехресті вулиць Чехова та колишньої Радянської). Будинок включено до Зводу пам'яток історії та культури України (том «Сумська область»), поставлено на державний облік як пам'ятка архітектури та містобудування місцевого значення (№ 271). 
Побудована в 1860-х, надбудована в 1890-х роках. Радянською владою націоналізована, не повернута громаді. У будівлі працює Міська школа мистецтв.